# Caius Julius Septimius Castinus
Caius Julius Septimius Castinus, mort en 218 ou 219 en Bithynie, est un haut fonctionnaire romain durant la dynastie des Sévères.
Castinus est légat de Pannonie inférieure de 193 à 213, avec une nomination au rang de propréteur entre 209 et 211. Devenu légat propréteur de Dacie en 217, il est défait de ses fonctions et exilé en Bithynie par Macrin, qui avait usurpé le trône à Caracalla, ami de Castinus. Par la suite, Héliogabale, parent de Caracalla et prétendant être son fils illégitime, se révolte contre Macrin en 218. 
Selon Dion Cassius, Castinus est assassiné sur l'ordre du nouvel empereur, alors qu'il avait assuré au Sénat romain que Castinus retrouverait ses charges. Les raisons de son exil et de son assassinat son peu claires : cela peut être lié au prestige de ses charges, de ses connaissances parmi les militaires et de son lien familial supposé avec les Sévères.

## Biographie

### Légat de Pannonie inférieure
Trois variantes sont connues d'une inscription découverte à Aquincum, aujourd'hui sur le site de Budapest, en Hongrie. Elle commémore son gouvernorat en Pannonie inférieure et permet de suivre son cursus honorum :

« Caius Julius Septimius Castinus, consul désigné, légat d'Auguste propréteur, pour la Pannonie inférieure, légat de la Ire légion Minerva, selon la volonté de nos maîtres chef (dux) d’une vexillation prise sur les quatre légions germaniques, la VIIIe Augusta, la XXIIe Primigenia, la Ire Minerva et la XXXe Ulpia contre les traîtres et rebelles,  proconsul de la Crète et de la Cyrénaïque, juge pour l’Apulie, la Calabre, la Lucanie et le Bruttium, curateur de la Via Salaria, curateur d’Æclanum, préteur tutélaire, tribun de la plèbe, questeur, tribun militaire de la Ire légion Adiutrix et de la Ve légion Macedonica. »

Il est difficile de savoir contre qui Castinus a envoyé les légions sous son commandement. Il se peut que ce fut contre Pescennius Niger, usurpateur romain en 193-194 dans les provinces de Syrie et d'Égypte, défait par l'armée de Septime Sévère. Il se peut que cela soit aussi contre Clodius Albinus, usurpateur de janvier 196 à février 197 : gouverneur de Bretagne, il réussit à rallier la Gaule et l'Hispanie romaines, mais Septime Sévère le vainc aussi et il se suicide. Il peut aussi s'agir d'une révolte en 207, dont les chefs et les motifs sont inconnus. Castinus monte en grade, d'après cette épigraphe : 

« À Jupiter très bon très grand et au Génie de la vexillation de la Ire légion Minerva, sous Julius Castinus, légat de la Ire légion Minerva, dirigée par le centurion Petronius Aquila, ce four a été construit par le discens (apprenti) Valerius Amendus, [au temps des] deux Augustes consuls. »

Un détachement de la légion travaille alors à la construction de four à chaux à Iversheim, en Allemagne actuelle. L'épigraphe est réalisée en 202, durant le consulat conjoint de Septime Sévère et de Caracalla, ou en 205 et 208, sous celui de Caracalla et de son frère Gète. Entre 209 et 211, Castinus devient légat avec le rang de propréteur au temps où Septime Sévère et ses fils sont tous les trois augustes, comme en témoignage une dédicace :

« Au Dieu Invaincu Mithra, Caius Julius Castinus, légat propréteur des Augggustes [sic]. »

### Légat propréteur de Dacie
Castinus devient légat propréteur de Dacie et il a toute la confiance de Caracalla. Une inscription dédiée à l'empereur permet de dater sa légation de 217, année d'assassinat de l'empereur par le préfet du prétoire Macrin :

« À l’empereur césar Marc Aurèle Antonin, pieux, heureux, auguste, grand vainqueur des Parthes, grand vainqueur de la Bretagne, grand vainqueur des Germains, grand Pontife, qui a reçu la puissance tribunicienne pour la vingtième fois, a été acclamé imperator pour la troisième fois, consul pour la quatrième fois, proconsul, Caius Julius Septimius Castinus, légat propréteur de la province de Dacie a fait cette dédicace à juste titre. »

### Exil et assassinat
Dion Cassius raconte que Macrin nomme Marcius Agrippa gouverneur en Pannonie inférieure d'abord et Dacie ensuite. Les gouverneurs respectifs, Caius Octavius Appius Suetrius Sabinus et Caius Julius Septimius Castinus, sont rappelés au prétexte d'avoir besoin d'eux. Selon Dion Cassius, c'est par crainte de leur esprit orgueilleux et leur amitié avec Caracalla. Macrin remplace ensuite Agrippa par Triccianus en Pannonie. Il fait exiler Castinus en Bithynie, où il avait sa résidence « parce qu'il était homme d'action, et qu'il était connu d'un grand nombre de soldats tant à cause des charges qu'il avait exercées qu'à cause de son intimité avec [Caracalla] ». Au début du règne d'Héliogabale, « bien qu'il eût écrit au sénat à son sujet qu'il l'avait rappelé à Rome », Castinus est assassiné sur son ordre.
Les raisons de la mort de Castinus sont peu claires. Pierre Forni propose qu'il est victime de ses anciennes troupes, qui veulent se venger de sa sévérité au temps où il les commandait, ce qui avait causé son exil en Bithynie. Il se peut que Castinus, ami proche de Caracalla, doutait qu'Héliogabale était bien le fils illégitime de l'empereur assassiné. Anthony Birley suggère que Castinus est de la famille de Caius Septimus Severus, consul en 160 et proche des empereur antonins. Ce faisant, Castinus serait un parent distant de Septime Sévère et de Caracalla. Par le prestige de ses charges et par son lien familial plus vérifiable avec les Sévères, Castinus est gênant à la fois pour Macrin et pour Héliogabale. 